# المتحف الوطني الإستوني
المتحف الوطني الإستوني هو متحف يقع في تارتو،إستونيا.تأسس المتحف في 14 أبريل 1909.